# グランドホテル神奈中

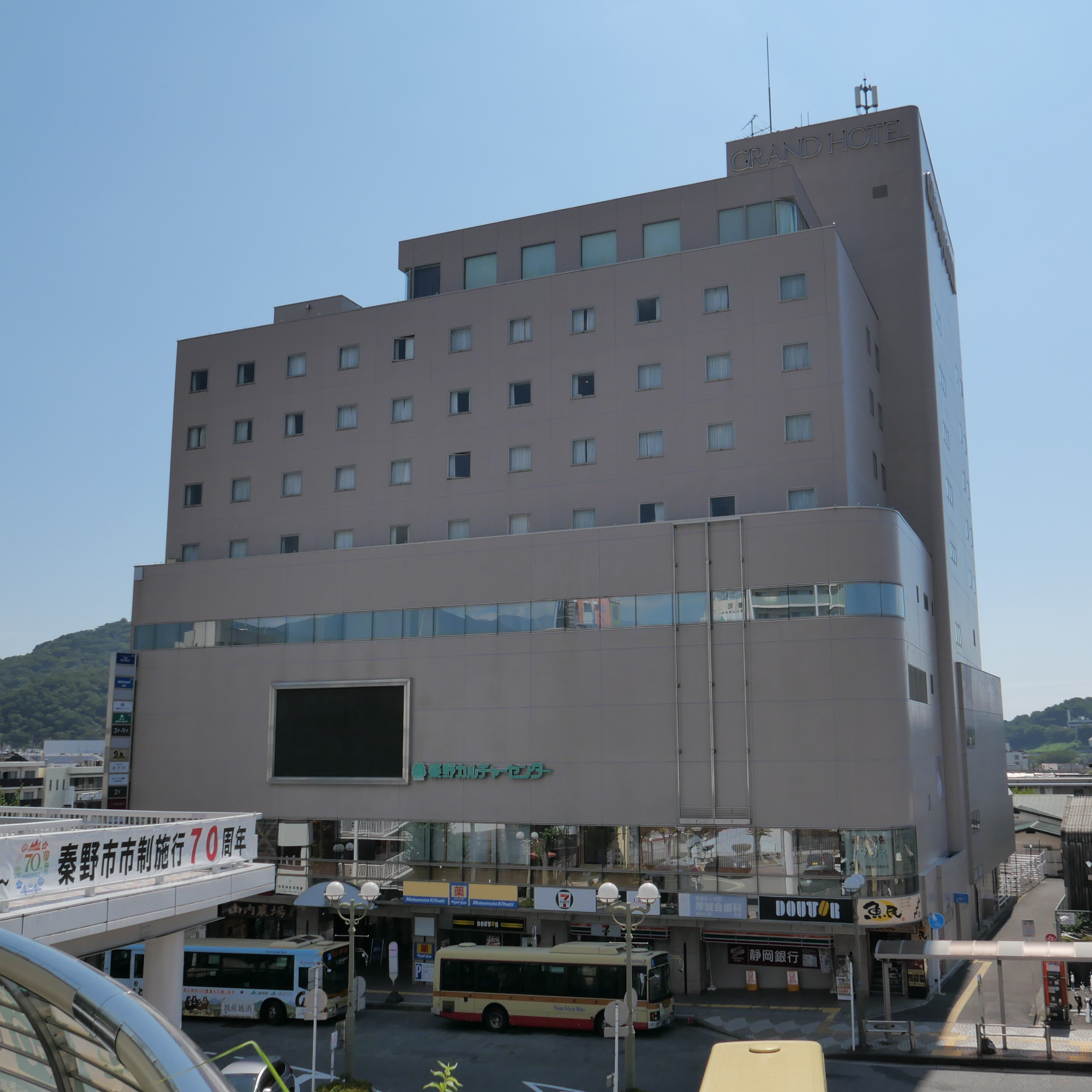
グランドホテル神奈中 秦野、2024年8月12日撮影

株式会社グランドホテル神奈中（グランドホテルかなちゅう）は、神奈川中央交通（神奈中）グループのホテル・レストラン専業会社。本社所在地は店舗で神奈中本社（神奈川県平塚市）と同一敷地。

## 概要
ホテル1号店として神奈中本社と建物を一体化し、東海道線平塚駅前に「グランドホテル神奈中平塚」をオープン。その後、小田急小田原線秦野駅前のバス操車場をホテルに転換し、神奈川県秦野市に「グランドホテル神奈中秦野」をオープンした。
その他、小田急線狛江駅構内とグランドホテル神奈中秦野2階に、ホテルシェフによる中国料理の「東光苑」と、横浜市の都筑区、港北区、青葉区に 「PIZZA SALVATORE CUOMO」を展開している。

## 沿革
- 1980年（昭和55年）12月25日 - 株式会社平塚グランドホテル設立[3]
- 1981年（昭和56年）11月22日 - 平塚グランドホテル開業[4]
- 1990年（平成2年）7月11日 - グランドホテル神奈中秦野開業[2]
- 1998年（平成10年）5月10日 - 東光苑狛江店開業
- 2007年（平成19年）4月12日 - PIZZA SALVATORE CUOMOセンター南店開業

## その他
- 現在のホテル名はグランドホテル神奈中となっているが、秦野にホテルができる前は、平塚グランドホテルの名称だった。